# Fetishes
Pour plus de détails, voir Fiche technique et Distribution.
Fetishes est un film documentaire britannique réalisé par Nick Broomfield, sorti en 1996.

## Fiche technique
- Titre : Fetishes
- Réalisation : Nick Broomfield
- Scénario : Nick Broomfield
- Musique : Jamie Muhoberac
- Pays d'origine : Royaume-Uni
- Format : Couleurs
- Genre : Documentaire
- Durée : 84 minutes
- Date de sortie : 1996

## Distribution
- Mistress Beatrice
- Nick Broomfield : Lui-même - Intervieweur
- Mistress Catherine
- Mistress Delilah
- Mistress Natasha
- Mistress Raven